# Toribio Álvarez

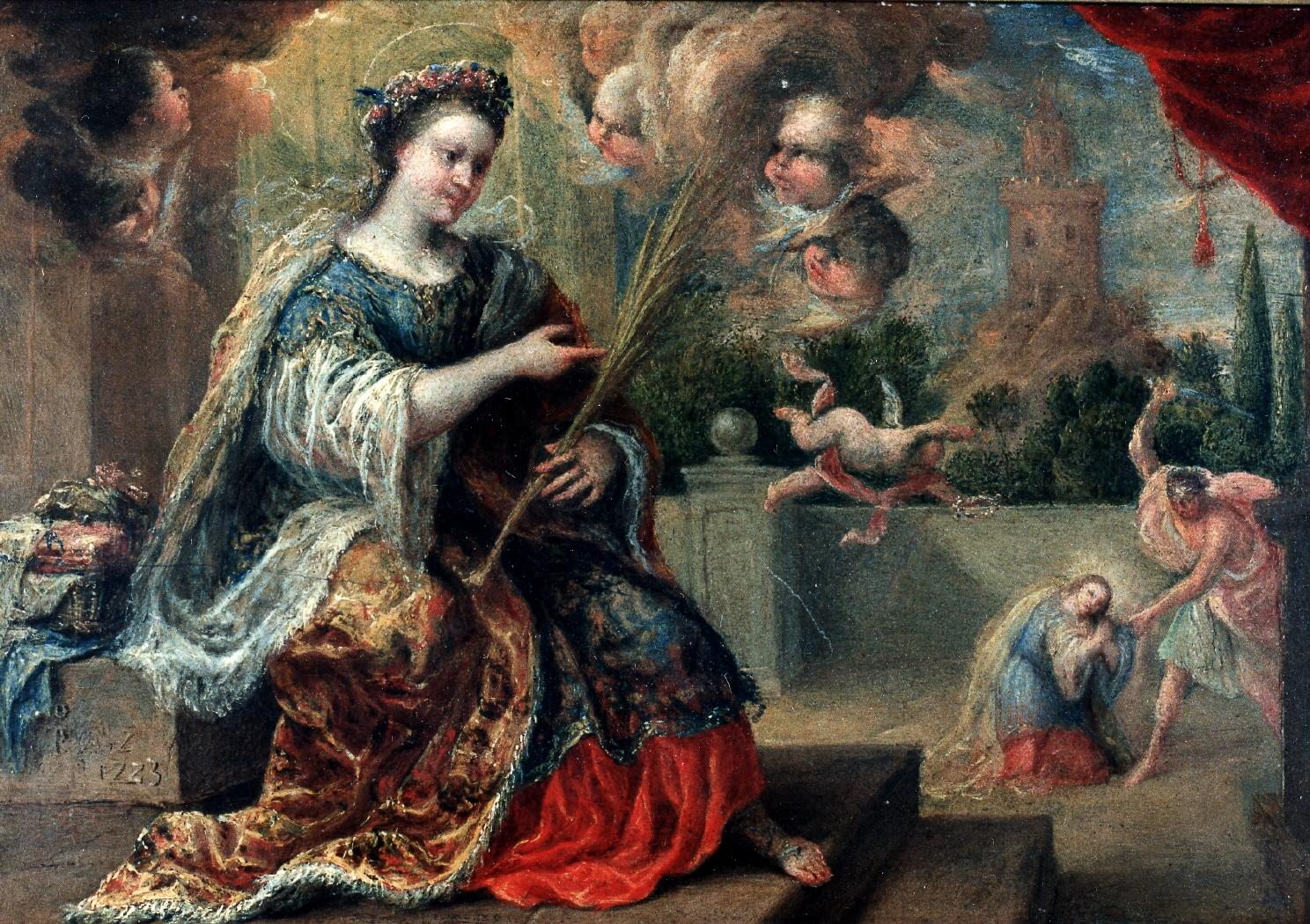
Santa Bárbara, óleo sobre tabla, 20,5 x 29,5 cm, Madrid, Museo de la Fundación Lázaro Galdiano

Toribio Álvarez (c. 1668-1739) fue un pintor barroco español activo en Madrid, seguidor y quizá discípulo de Francisco de Herrera el Mozo. Sus obras, resueltas con una técnica esponjosa en la tradición de Carreño, se han atribuido con mucha frecuencia a Teodoro Ardemans por proximidad estilística y por confusión con el anagrama empleado en su firma.

## Biografía y obra
Son muy escasos los datos que se conocen de su biografía. Consta que en junio de 1724 con Clemente Rodil y otros pintores de la corte firmó la protesta contra el monopolio de las tasaciones que por Real Cédula se había concedido en exclusiva a Antonio Palomino y a Juan García de Miranda. Dos años después, el 25 de septiembre de 1726, solicitó la plaza de pintor del rey que había quedado vacante por muerte de Palomino, para lo que contó con los informes favorables de Jerónimo Ezquerra, su principal valedor, y de Isidoro Francisco Rodríguez de Ribera, que escribió de él que era «Pintor de los Antiguos en el noble Arte de la Pintura, mui buen pintor y de grande conozimiento de sus autores».
Lo primero que de su producción se conoce es un dibujo de academia (Madrid, Museo del Prado) fechado en 1714, enteramente deudor de Carreño. En 1721 aparecen fechadas dos obras concebidas como sobrepuertas para la sacristía del desaparecido convento de Santo Tomás de Madrid, en las que se representan el Sueño del papa Inocencio III y San Pío V intercediendo por la victoria en Lepanto. Ambas obras, trabajadas con pincelada vivaz, estuvieron anteriormente atribuidas a Teodoro Ardemans, como también lo estuvieron las dos escenas del martirio de san Pedro de Verona y el Milagro del cáliz por santo Domingo en Tolosa, lienzos apaisados de la misma procedencia donde formaron serie con otras dos pinturas de la vida de santo Domingo de Guzmán de Juan Vicente Ribera, conservadas unas y otras en el palacio episcopal de Madrid. 
Semejante es la técnica empleada en la pequeña Santa Bárbara del Museo Lázaro Galdiano, fechada en 1723, procedente con probabilidad de la predela de un retablo, en la que se representa a la santa lujosamente vestida en primer término y en la lejanía un jardín y torre con la escena del martirio. La pincelada deshilachada, cargada de pasta de brillantes colores, es buen ejemplo de su modo de trabajar, continuador del estilo de los grandes maestros madrileños de la generación anterior, como Francisco Rizi o de Carreño.
De otro orden es la Cacería en la Moraleja, fechada en 1730 (Museo de la Caza de Riofrío), última de sus obras conocidas en la que describe con minuciosidad casi topográfica una cacería celebrada con asistencia del rey Felipe V en la finca que tenían los duques de Béjar en las proximidades de Madrid, con su autorretrato tomando apuntes al aire libre. 